# Indigofera ammoxylum
Indigofera ammoxylum là một loài thực vật có hoa trong họ Đậu. Loài này được (DC.) Polhill miêu tả khoa học đầu tiên.